# Gui Champion de Cicé
Pour les autres membres de la famille, voir Champion de Cicé.
Gui Champion de Cicé, mort le 14 septembre 1635,  est un prélat français du  XVIIe siècle. Il appartient à la famille noble Champion de Cicé.

## Biographie
Gui Champion est le fils de François Champion, chevalier de Saint-Michel, un royaliste pendant la Ligue catholique et de Françoise de la Chapelle. Il fait ses études à l'université de Paris où il étudie avec Jean-Pierre Camus et obtient un doctorat en droit canon. Comme Camus, il devient conseiller au Parlement de Paris ce qui laisse penser qu'il envisageait initialement une carrière séculière. Il est toutefois tonsuré en janvier 1603 et ordonné diacre en mai 1611. Il est pourvu en commende de l'abbaye Saint-Étienne de Fontenay dans le diocèse de Bayeux et il devient aussi chanoine de l'église de Paris[Laquelle ?] et abbé de Bonnefontaine. Il est fait évêque de Tréguier en 1619 à la suite du transfert de son beau-frère Pierre Cornulier sur le siège épiscopal de Rennes et il est consacré l'année suivante. C'est sous son pontificat que les Récollets, les Capucins, les Carmelites et les Calvairiennes se sont établis dans le diocèse. Il meurt le 14 septembre 1635 .